# Premi de poesia catalana "Cadaqués a Rosa Leveroni"
El Premi de poesia catalana "Cadaqués a Rosa Leveroni", també anomenat Premi de poesia Cadaqués a Rosa Leveroni, a vegades conegut simplement com a Premi Cadaqués a Rosa Leveroni, o també informalment com a Premi Rosa Leveroni de poesia, és un premi de poesia que forma part dels Premis literaris de Cadaqués, al poble alt-empordanès de Cadaqués, en honor de l'escriptora catalana Rosa Leveroni i Valls. El guardó, creat el 1986, s'atorga anualment al millor recull de poemes presentat, inèdit i en llengua catalana. Actualment (2021), l’import del premi és de 2.000 € i el guardó també ve amb un gravat d'un artista que treballa a Cadaqués, que en anteriors edicions (com a mínim del 2020 al 2022), per exemple, va ser el Gustau Carbó Berthold, i el 2023 el Ramon Moscardó.

## Guanyadors
| Edició | Any  | Obra guanyadora                   | Autor                      |
| ------ | ---- | --------------------------------- | -------------------------- |
| 1a     | 1987 | Preludi del silenci               | Josep Lloreta              |
| 2a     | 1988 | L’infant i la mort                | Margarida Ballester        |
| 3a     | 1989 | El vent i la casa tancada         | Dolors Miquel              |
| 4a     | 1990 | El lleu respir                    | Cèlia Sánchez-Mústich      |
| 5a     | 1991 | Retorn a Itàlia                   | Ricard Creus               |
| 6a     | 1992 | Memorial de platges               | Vinyet Panyella            |
|        | 1993 | No es va celebrar                 | No es va celebrar          |
| 7a     | 1994 | Paraules de consagració           | Berta Noy                  |
| 8a     | 1995 | Cohèlet                           | Carles Duarte              |
| 9a     | 1996 | Ocellania                         | Gemma Gorga                |
| 10a    | 1997 | En llista d’espera                | Anton Carrera              |
| 11a    | 1998 | Amb terra al pensament            | Mireia Lleó                |
| 12a    | 1999 | Al raval                          | Rafael Vallbona            |
| 13a    | 2000 | Cel rebel                         | Tònia Passola              |
| 14a    | 2001 | Un pont sobre l'erm               | Jaume Benavente            |
| 15a    | 2002 | La vida dels ossos prestigiosos   | Patrick Gifreu             |
| 16a    | 2003 | M’he menjat una cama              | Carles Hac Mor             |
| 17a    | 2004 | Des d’ara                         | Víctor Sunyol              |
| 18a    | 2005 | Violència intervinguda            | Rosina Ballester           |
| 19a    | 2006 | El pes de la llum                 | Anna Montero               |
| 20a    | 2007 | Cent mil déus en una cambra fosca | Lluís Calvo                |
| 21a    | 2008 | Des de l’arrel                    | Maria Rosa Font            |
| 22a    | 2009 | El laberint de Filomena           | Josep-Ramon Bach           |
| 23a    | 2010 | El vol del mendicant              | Montserrat Riba            |
| 24a    | 2011 | Amb ulls de vidre                 | Quim Curbet                |
| 25a    | 2012 | La llum constant                  | Susanna Rafart             |
| 26a    | 2013 | Gota a gota                       | Josep Maria Sala-Valldaura |
| 27a    | 2014 | L’illa misteriosa                 | Jordi Valls                |
| 28a    | 2015 | Post-Its                          | Jordi Julià                |
| 29a    | 2016 | D'epitalami, res                  | Gerard Cisneros            |
| 30a    | 2017 | Animal impur                      | Joan Duran                 |
| 31a    | 2018 | Desintegrar-se                    | Ester Xargay               |
| 32a    | 2019 | Ameba                             | Anna Gual                  |
| 33a    | 2020 | Declarat desert pel jurat         | Declarat desert pel jurat  |
| 34a    | 2021 | La conca de pols                  | Esteve Plantada            |
| 35a    | 2022 | El coeficient de flotabilitat     | Josep Domènech Ponsatí     |
| 36a    | 2023 | Mon cor a l'illa d'O              | Guillem Pérez Sierra       |
| 37a    | 2024 | Vivàrium                          | Carla Marco                |